# 希水しお
希水 しお（きすい しお、1998年3月28日 - ）は、日本の女優、声優、歌手。東京都出身。BLACK SHIPジュニア所属。旧芸名は高橋 美衣（たかはし みい）。elfin'の元メンバー。

## 略歴
小学3年から中学1年まで音楽教室に通い、12歳の頃には歌のコンクールで金賞を受賞したことがある。
2014年1月26日、オスカープロモーションと青二プロダクション、博報堂がタッグを組んで開催された「第1回全日本美声女コンテスト」で、応募総数14,434名の中から花房里枝と共に準グランプリを受賞。同年4月、第1回全日本美声女コンテストのファイナリストの中から選ばれた8人（辻美優、花房里枝、高橋美衣、吉村那奈美、入江麻衣子、金魚わかな〈現：美波わかな〉、奥谷楓、大槻瞳）で組まれたユニット「ハニーチェガールズ」として3か月間活動。
2015年4月、美声女コンテストファイナリスト3人（辻美優、花房里枝、高橋美衣）によるユニットelfin'（エルフィン）を結成。8月5日に「Colorful Fantasy」でCDデビュー。
2017年9月30日付でelfin'を卒業し、オスカープロモーションならびに青二プロダクションを退所。
2021年4月1日、BLACK SHIPにジュニアとして所属。所属に当たり、芸名を「希水しお」に改めている。
2022年1月18日、ゲーム『アイドルマスター シャイニーカラーズ』にて、前任キャストである成海瑠奈の引退に伴い、三峰結華の後任キャストとなる事が発表された。

## 人物
音域は F3 - C6（HiC）。
趣味は歌、ダンス、文鳥、即興ソング、ラジオ、ミュージカル、サウナ。特技は歌唱（2010年カワイ歌のコンクール関東大会 金賞受賞）、ダンス、スマホの早打ち。
資格は普通自動車運転免許。
4歳下の弟がいる。
緒方恵美の私塾Team BareboAt出身。

## 出演
太字はメインキャラクター。

### 舞台
2008年
- ミュージカル『アニー』 - ストリート・チャイルド 役
  - アニークリスマスコンサート

2009年
- 東京ダンスオペラ2009（003）

2011年
- ミュージカル『葉っぱのフレディ〜いのちの旅〜』（2011年7月29日 - 31日、THEATRE1010） - クレア、風のフレディ 役

2019年
- ミュージカル『レ・ミゼラブル』（2019年、帝国劇場・御園座・梅田芸術劇場・博多座・札幌文化芸術劇場） - アンサンブル（みい名義） 役

2022年
- 朗読公演Team BareboAt実験公演vol.2『囁きの花束』（2022年5月5日、代官山豆風ライブハウス） - 『サクラチル』桜の精/さくらの母 役
- 朗読公演「永久保貴一の極めて怖い話」（2022年７月16日、浅草花劇場）
- ミュージカル『リトル・ゾンビガール』（2022年8月20日 - 28日、日生劇場） - マロン 役

2025年
- ミュージカル『四月は君の嘘』（2025年8月23日 - 10月13日、昭和女子大学人見記念講堂・Niterra日本特殊陶業市民会館 ビレッジホール・梅田芸術劇場・オーバード・ホール・厚木市文化会館） - 澤部椿 役（山本咲希とWキャスト）

### テレビアニメ
2014年
- コンクリート・レボルティオ〜超人幻想〜（女子生徒）
- ピカイア!（みい）

2016年
- 僕のヒーローアカデミア（女子生徒）

2017年
- 妖怪アパートの幽雅な日常（恵理子）

2022年
- RPG不動産（団子モンスターB）
- シャインポスト（女子高生）

2023年
- 山田くんとLv999の恋をする（瑠奈の同級生）
- デキる猫は今日も憂鬱（女性B）

2024年
- 悪役令嬢レベル99 〜私は裏ボスですが魔王ではありません〜（生徒）
- 僕の心のヤバイやつ（女子生徒）
- アイドルマスター シャイニーカラーズ（三峰結華） - 2シリーズ
- トリリオンゲーム（女子学生）

2025年
- BanG Dream! Ave Mujica（客H）

### 劇場アニメ
- 映画 プリキュアオールスターズNewStage3 永遠のともだち（2014年、女子生徒）
- 劇場版 からかい上手の高木さん（2022年）

### OVA
- とつくにの少女（2022年）

### ゲーム
2015年
- けものフレンズ（ブチハイエナ、カマイタチ・転、ニホンリス）

2016年
- ヴァンパイア†ブラッド（加賀谷優芽）
- 放課後ガールズトライブ（上杉美春）

2017年
- 青空アンダーガールズ!（白拍子美雪）

2021年
- 黒騎士と白の魔王（ウルド）

2022年
- 城姫クエスト（水口城、上山城）
- アイドルマスター シャイニーカラーズ（2022年 - 2024年、三峰結華〈2代目〉）
- アイドルマスター ポップリンクス（三峰結華〈2代目〉）
- ガーディアンテイルズ

2023年
- ダークテイルズ〜鏡と狂い姫〜（竹取かぐや、ウサギの花嫁）
- アイドルマスター シャイニーカラーズ Song for Prism（2023年 - 2024年、三峰結華）

2024年
- ウマ娘 プリティーダービー（デアリングハート）
- 東方LostWord（暗晦なる宵闇の妖怪 ルーミア、天火人ちやり、近代魔界のカリスマ令嬢 レミリア・スカーレット、裏で動くの大好き 河城にとり）
- 星の翼（ベータ、アイーダ）

2025年
- チュウニズム（ユニ）

### ボイスドラマ
- ネコ事情ボイスドラマシリーズ「でっかいチビお散歩」編（2016年、zelfstandig、1000枚限定販売）[30]
- 笹山さんと田端さんボイスドラマ（2023年、田端さん[31]）

### 吹き替え

#### 映画
- ディセンダント（女子生徒）

#### ドラマ
- 北欧サスペンス「凍てつく楽園（スウェーデン語版）」シーズン3 〜森に眠る少女〜（リーナ・ルシエン）

#### アニメ
- おっはよー!アンクル・グランパ（女の子）

### テレビ番組
- トットてれび（NHK、スパークス3人組）
- 『JOYNT POPS』 #1（2024年10月9日、10月12日、NHK・BSプレミアム4K、NHK・BS）[32]

### 映画
- 母べえ（2008年、律子）

### ラジオ
※はインターネット配信。
- 辻美優、花房里枝、高橋美衣の美声女学園♪ 放課後ラジオ部（2014年4月4日 - 2016年3月18日、文化放送）
- アイドルマスター シャイニーカラーズ はばたきラジオステーション（2022年 - 、ASOBI CHANNEL※） - 週替わりパーソナリティ
- ラジオどっとあい 希水しおのしお対応なんていたしませんっ! （2022年4月29日 - 7月22日、超!A&G+・AG-ON Premium※）

### インターネット配信
- 美声女ホームルーム♪ - SHOWROOM（2014年 - 2015年、DeNA）毎週火曜20：00～
- キンプロ女学院 - はみだし編(1)(2014年12月11日、ブシロード)[33][34]
- 希水しおのシォータイム（2022年 - 、ニコニコチャンネル+）[35]

### 広報大使
- LIB JAPAN Honeyce'Girls（2014年）

### CM・広告
- 『博報堂』（ハニーチェ）[36]
  - ハニーチェガールズ JR編 シティリビング JR女性専用車両トレインチャンネル（2014年4月9日 - 22日）
  - ハニーチェガールズ WEB編 LIB JAPAN（3月21日 - 4月21日）

### 雑誌
- 光文社（『女性自身』VOL.1 - VOL.3）2014年5月13日 - 6月10日 美容シャンプーハニーチェコラム
- キンプロ女学院　田口隆祐のオーマイ＆ガーファンクル講座（ベースボールマガジン社『新日本プロレス Bi-monthly』VOL.1 - VOL.3）2014年11月29日 - 2015年3月28日[37][38][39]
  - キンプロ女学院　田口隆祐のオーマイ＆ガーファンクル講座★elfin'といっしょ（ベースボールマガジン社『新日本プロレス Bi-monthly』VOL.4 - VOL.6）2015年5月29日 - 9月29日[40][41]※辻の加入によるリニューアル

### 映像商品
- 「THE IDOLM@STER SHINY COLORS 4thLIVE 空は澄み、今を越えて。」Blu-ray（2022年）[42]
- バンダイナムコエンターテインメントフェスティバル 2nd 2days LIVE Blu-ray（2023年）[43]
- THE IDOLM@STER M@STERS OF IDOL WORLD!!!!! 2023 Blu-ray PERFECT BOX!!!!!（2023年）[44]
- 「THE IDOLM@STER SHINY COLORS 5thLIVE If I_wings.」Blu-ray（2023年）[45]
- 283PRODUCTION SOLO PERFORMANCE LIVE「我儘なまま」Blu-ray（2024年）[46]
- THE IDOLM@STER SHINY COLORS 5.5th Anniversary LIVE「星が見上げた空」Blu-ray（2024年）[47]
- 「異次元フェス アイドルマスター★♥ラブライブ！歌合戦」Blu-ray（2024年）[48]

### その他コンテンツ
- 声モニ!（2017年2月-、モーニングコール）
- よみがえれ! シーボルトの日本博物館（音声ガイド）
- オスカープロモーション2015年版カタログ[49]
- ミケランジェロ展 ルネサンス建築の至宝（音声ガイド）
- Ustream アニ×me（ナレーション）
- 声優図鑑（2024年）[50]

### ナレーション
- 草野仁カラダTV （BS朝日、2023年7月1日）[51]

## ディスコグラフィ

### キャラクターソング
| 発売日   | 商品名                                                                              | 歌 | 楽曲 | 備考                                                                             |
| 2018年   | 2018年                                                                              | 2018年 | 2018年 | 2018年                                                                           |
| -------- | ----------------------------------------------------------------------------------- | --- | --- | -------------------------------------------------------------------------------- |
| 8月29日  | STAR☆TING!                                                                          | 青空アンダーガールズ | 「STAR☆TING!」 「オレンジ」 | ゲーム『青空アンダーガールズ!』関連曲                                            |
| 8月29日  | STAR☆TING!                                                                          | GE:NESiS | 「Karisome Irony」 「イバラノミチ〜記憶の果て〜」 「Beyond the tears」 | ゲーム『青空アンダーガールズ!』関連曲                                            |
| 2022年   |                                                                                     | | |                                                                                  |
| 4月13日  | THE IDOLM@STER SHINY COLORS PANOR@MA WING 01                                        | シャイニーカラーズ | 「虹の行方」 「Daybreak Age」 | ゲーム『アイドルマスター シャイニーカラーズ』関連曲                              |
| 4月23日  | THE IDOLM@STER SHINY COLORS Synthe-Side 01                                          | アンティーカ、ストレイライト | 「Killer×Mission」 | ゲーム『アイドルマスター シャイニーカラーズ』関連曲                              |
| 4月23日  | THE IDOLM@STER SHINY COLORS Synthe-Side 01                                          | 三峰結華（希水しお） | 「Killer×Mission」 | ゲーム『アイドルマスター シャイニーカラーズ』関連曲                              |
| 6月15日  | THE IDOLM@STER SHINY COLORS PANOR@MA WING 03                                        | アンティーカ | 「浮動性イノセンス」 「愚者の独白」 「虹の行方」 | ゲーム『アイドルマスター シャイニーカラーズ』関連曲                              |
| 12月7日  | THE IDOLM@STER SHINY COLORS OFF VOCAL COLLECTION 02                                 | Team.Luna | 「リフレクトサイン」 | ゲーム『アイドルマスター シャイニーカラーズ』関連曲                              |
| 12月7日  | THE IDOLM@STER SHINY COLORS OFF VOCAL COLLECTION 02                                 | 三峰結華（希水しお） | 「プラスチック・アンブレラ」 | ゲーム『アイドルマスター シャイニーカラーズ』関連曲                              |
| 2023年   |                                                                                     | | |                                                                                  |
| 1月18日  | THE IDOLM@STER SHINY COLORS WING COLLECTION -A side-                                | シャイニーカラーズ | 「Spread the Wings!! -25 colors-」 「Ambitious Eve -25 colors-」 「シャイノグラフィ -25 colors-」 「Resonance⁺ -25 colors-」 「SNOW FLAKES MEMORIES -25 colors-」 「FUTURITY SMILE -25 colors-」 | ゲーム『アイドルマスター シャイニーカラーズ』関連曲                              |
| 1月18日  | THE IDOLM@STER SHINY COLORS WING COLLECTION -A side-                                | アンティーカ | 「バベルシティ・グレイス（2023 Ver.）」 「NEO THEORY FANTASY（2023 Ver.）」 「Black Reverie（2023 Ver.）」 「abyss of conflict（2023 Ver.）」                                                    | ゲーム『アイドルマスター シャイニーカラーズ』関連曲                              |
| 2月8日   | THE IDOLM@STER SHINY COLORS WING COLLECTION -B side-                                | シャイニーカラーズ | 「Multicolored Sky -25 colors-」 「いつか Shiny Days -25 colors-」 「Dye the sky. -25 colors-」 「Color Days -25 colors-」 「Let's get a chance -25 colors-」 「SWEET♡STEP -25 colors-」         | ゲーム『アイドルマスター シャイニーカラーズ』関連曲                              |
| 2月8日   | THE IDOLM@STER SHINY COLORS WING COLLECTION -B side-                                | アンティーカ | 「幻惑SILHOUETTE（2023 Ver.）」 「ラビリンス・レジスタンス（2023 Ver.）」 「純白トロイメライ（2023 Ver.）」 「革命進化論（2023 Ver.）」                                                          | ゲーム『アイドルマスター シャイニーカラーズ』関連曲                              |
| 2月11日  | THE IDOLM@STER SHINY COLORS SOLO COLLECTION -M@STERS OF IDOL WORLD!!!!! 2023-       | 三峰結華（希水しお） | 「Let’s get a chance」 | ゲーム『アイドルマスター シャイニーカラーズ』関連曲                              |
| 3月18日  | THE IDOLM@STER SHINY COLORS SOLO COLLECTION -5thLIVE If I_wings. part1-             | 三峰結華（希水しお） | 「浮動性イノセンス」 | ゲーム『アイドルマスター シャイニーカラーズ』関連曲                              |
| 3月18日  | THE IDOLM@STER SHINY COLORS SOLO COLLECTION -5thLIVE If I_wings. part2-             | 三峰結華（希水しお） | 「愚者の独白」 | ゲーム『アイドルマスター シャイニーカラーズ』関連曲                              |
| 5月10日  | THE IDOLM@STER SHINY COLORS “CANVAS” 02                                             | アンティーカ | 「とある英雄たちの物語」 「Unsung Heroes」 「有彩色ユリイカ」 | ゲーム『アイドルマスター シャイニーカラーズ』関連曲                              |
| 7月22日  | THE IDOLM@STER SHINY COLORS SOLO COLLECTION -SOLO PERFORMANCE LIVE 我儘なまま Luna- | 三峰結華（希水しお） | 「リフレクトサイン」 | ゲーム『アイドルマスター シャイニーカラーズ』関連曲                              |
| 10月18日 | THE IDOLM@STER SHINY COLORS Song for Prism 星の声                                   | シャイニーカラーズ | 「星の声」 | ゲーム『アイドルマスター シャイニーカラーズ Song for Prism』テーマソング         |
| 2024年   |                                                                                     | | |                                                                                  |
| 3月2日   | THE IDOLM@STER SHINY COLORS SOLO COLLECTION -6thLIVE TOUR Come and Unite! part1-    | 三峰結華（希水しお） | 「とある英雄たちの物語」 | ゲーム『アイドルマスター シャイニーカラーズ』関連曲                              |
| 3月2日   | THE IDOLM@STER SHINY COLORS SOLO COLLECTION -6thLIVE TOUR Come and Unite! part2-    | 三峰結華（希水しお） | 「Unsung Heroes」 | ゲーム『アイドルマスター シャイニーカラーズ』関連曲                              |
| 3月2日   | THE IDOLM@STER SHINY COLORS SOLO COLLECTION -6thLIVE TOUR Come and Unite! part3-    | 三峰結華（希水しお） | 「有彩色ユリイカ」 | ゲーム『アイドルマスター シャイニーカラーズ』関連曲                              |
| 4月10日  | THE IDOLM@STER SHINY COLORS ツバサグラビティ                                        | シャイニーカラーズ | 「ツバサグラビティ」 | テレビアニメ『アイドルマスター シャイニーカラーズ』オープニングテーマ            |
| 4月10日  | THE IDOLM@STER SHINY COLORS ツバサグラビティ                                        | アンティーカ | 「ツバサグラビティ」 | テレビアニメ『アイドルマスター シャイニーカラーズ』関連曲                        |
| 4月17日  | ウマ娘 プリティーダービー WINNING LIVE 18                                           | デアリングハート（希水しお） | 「QueenBee」 | ゲーム『ウマ娘 プリティーダービー』関連曲                                        |
| 4月17日  | ウマ娘 プリティーダービー WINNING LIVE 18                                           | メジロライアン（土師亜文）、アイネスフウジン（長江里加）、ウイニングチケット（渡部優衣）、トーセンジョーダン（鈴木絵理）、ビコーペガサス（田中あいみ）、イクノディクタス（田澤茉純）、ヤエノムテキ（日原あゆみ）、ナリタトップロード（中村カンナ）、ワンダーアキュート（須藤叶希）、ドゥラメンテ（秋奈）、ラインクラフト（小島菜々恵）、シーザリオ（佐藤榛夏）、エアメサイア（根本優奈）、デアリングハート（希水しお） | 「うまぴょい伝説」 | ゲーム『ウマ娘 プリティーダービー』関連曲                                        |
| 6月12日  | THE IDOLM@STER SHINY COLORS ECHOES 02                                               | アンティーカ | 「文明開化輪舞 -シティ・ハレルヤ-」 「秋の終わり、僕の記憶」 「Migratory Echoes」 | ゲーム『アイドルマスター シャイニーカラーズ』関連曲                              |
| 6月26日  | ウマ娘 プリティーダービー WINNING LIVE 19                                           | スティルインラブ（宮下早紀）、ラインクラフト（小島菜々恵）、シーザリオ（佐藤榛夏）、エアメサイア（根本優奈）、デアリングハート（希水しお） | 「Unite!!」 | ゲーム『ウマ娘 プリティーダービー』関連曲                                        |
| 6月26日  | ウマ娘 プリティーダービー WINNING LIVE 19                                           | マンハッタンカフェ（小倉唯）、ミホノブルボン（長谷川育美）、アグネスタキオン（上坂すみれ）、アドマイヤベガ（咲々木瞳）、ヴィブロス（伊藤彩沙）、ダンツフレーム（福嶋晴菜）、ジャングルポケット（藤本侑里）、スティルインラブ（宮下早紀）、ネオユニヴァース（白石晴香）、ラインクラフト（小島菜々恵）、シーザリオ（佐藤榛夏）、エアメサイア（根本優奈）、デアリングハート（希水しお）                                   | 「うまぴょい伝説」 | ゲーム『ウマ娘 プリティーダービー』関連曲                                        |
| 7月24日  | THE IDOLM@STER SHINY COLORS Song for Prism 時限式狂騒ワンダーランド / LINKs         | アンティーカ | 「時限式狂騒ワンダーランド」 | ゲーム『アイドルマスター シャイニーカラーズ Song for Prism』関連曲               |
| 7月27日  | THE IDOLM@STER SHINY COLORS LIVE FUN!! -Beyond the Blue sky part1-                  | 三峰結華（希水しお） | 「ツバサグラビティ」 | テレビアニメ『アイドルマスター シャイニーカラーズ』関連曲                        |
| 7月27日  | THE IDOLM@STER SHINY COLORS LIVE FUN!! -Beyond the Blue sky part2-                  | 三峰結華（希水しお） | 「SNOW FLAKES MEMORIES」 | ゲーム『アイドルマスター シャイニーカラーズ』関連曲                              |
| 10月9日  | THE IDOLM@STER SHINY COLORS プリズムフレア                                          | シャイニーカラーズ | 「プリズムフレア」 | テレビアニメ『アイドルマスター シャイニーカラーズ 2nd season』オープニングテーマ |
| 10月9日  | THE IDOLM@STER SHINY COLORS プリズムフレア                                          | アンティーカ | 「プリズムフレア」 | テレビアニメ『アイドルマスター シャイニーカラーズ 2nd season』関連曲             |
| 10月30日 | THE IDOLM@STER SHINY COLORS Happy Surprise Trick!                                   | 八宮めぐる（峯田茉優）、三峰結華（希水しお）、小宮果穂（河野ひより）、西城樹里（永井真里子）、大崎甘奈（黒木ほの香） | 「CANDY UNIVERSE」 | テレビアニメ『アイドルマスター シャイニーカラーズ 2nd season』関連曲             |
| 10月30日 | THE IDOLM@STER SHINY COLORS Happy Surprise Trick!                                   | シャイニーカラーズ | 「Poison Berry Daughters」 | テレビアニメ『アイドルマスター シャイニーカラーズ 2nd season』関連曲             |
| 12月25日 | THE IDOLM@STER SHINY COLORS Over the prism                                          | アンティーカ | 「橙より未来」 | テレビアニメ『アイドルマスター シャイニーカラーズ 2nd season』関連曲             |
| 12月25日 | THE IDOLM@STER SHINY COLORS Over the prism                                          | シャイニーカラーズ | 「プリズムフレア -23 colors-」 | テレビアニメ『アイドルマスター シャイニーカラーズ 2nd season』関連曲             |
| 2025年   |                                                                                     | | |                                                                                  |
| 3月5日   | ウマ娘 プリティーダービー WINNING LIVE 24                                           | ウマ娘 | 「STARTING FORCE」 | ゲーム『ウマ娘 プリティーダービー』関連曲                                        |
| 3月5日   | ウマ娘 プリティーダービー WINNING LIVE 24                                           | ウマ娘 | 「うまぴょい伝説」 | ゲーム『ウマ娘 プリティーダービー』関連曲                                        |
| 3月26日  | THE IDOLM@STER SHINY COLORS Song for Prism Real Mind Shakes / THE LAST PRIDE        | アンティーカ | 「THE LAST PRIDE」 | ゲーム『アイドルマスター シャイニーカラーズ Song for Prism』関連曲               |

## 受賞歴
- 第1回 全日本国民的美声女コンテスト-準グランプリ

### シリーズ一覧
1. ↑  1st season（2024年）、2nd season（2024年）[22]

### ユニットメンバー
1. ↑  櫻花ひなた（高橋花林）、水科和歌（和田京子）、望月愛美（望田ひまり）、嘉陽千尋（陽向さおり）、野々宮琴音（内野明音）、黒瀬麗華（早瀬莉花）、今泉更菜（北野更）、相原希（相良茉優）、白拍子美雪（高橋美衣）、霧島理子（菅愛理）、佐久間茜（藤川茜）、椿瑠璃花（井上ほの花）、渡辺晴海（澤田美晴）、舞沢悠（西川舞）、六川麻里紗（飯坂紗幸）、乙葉くるみ（高柳知葉）、岩倉寧々（岩井映美里）、セリア・ウエスギ（杉町麻由子）、日比野彩（七瀬彩夏）、本条佳奈恵（本田かおり）、棗楓李（奥谷楓）
2. ↑  黒瀬麗華（早瀬莉花）、今泉更菜（北野更）、相原希（相良茉優）、白拍子美雪（高橋美衣）、霧島理子（菅愛理）
3. 1 2 3  櫻木真乃（関根瞳）、風野灯織（近藤玲奈）、八宮めぐる（峯田茉優）、月岡恋鐘（礒部花凜）、田中摩美々（菅沼千紗）、白瀬咲耶（八巻アンナ）、三峰結華（希水しお）、幽谷霧子（結名美月）、小宮果穂（河野ひより）、園田智代子（白石晴香）、西城樹里（永井真里子）、杜野凛世（丸岡和佳奈）、有栖川夏葉（涼本あきほ）、大崎甘奈（黒木ほの香）、大崎甜花（前川涼子）、桑山千雪（芝崎典子）、芹沢あさひ（田中有紀）、黛冬優子（幸村恵理）、和泉愛依（北原沙弥香）、浅倉透（和久井優）、樋口円香（土屋李央）、福丸小糸（田嶌紗蘭）、市川雛菜（岡咲美保）、七草にちか（紫月杏朱彩）、緋田美琴（山根綺）
4. 1 2 3 4 5 6 7 8 9 10 11  月岡恋鐘（礒部花凜）、田中摩美々（菅沼千紗）、白瀬咲耶（八巻アンナ）、三峰結華（希水しお）、幽谷霧子（結名美月）
5. ↑  芹沢あさひ（田中有紀）、黛冬優子（幸村恵理）、和泉愛依（北原沙弥香）
6. ↑  風野灯織（近藤玲奈）、田中摩美々（菅沼千紗）、三峰結華（希水しお）、幽谷霧子（結名美月）、杜野凛世（丸岡和佳奈）、大崎甜花（前川涼子）、和泉愛依（北原沙弥香）、福丸小糸（田嶌紗蘭）
7. ↑  櫻木真乃（関根瞳）、風野灯織（近藤玲奈）、八宮めぐる（峯田茉優）、月岡恋鐘（礒部花凜）、田中摩美々（菅沼千紗）、白瀬咲耶（八巻アンナ）、三峰結華（希水しお）、幽谷霧子（結名美月）、小宮果穂（河野ひより）、園田智代子（白石晴香）、西城樹里（永井真里子）、杜野凛世（丸岡和佳奈）、有栖川夏葉（涼本あきほ）、大崎甘奈（黒木ほの香）、大崎甜花（前川涼子）、桑山千雪（芝崎典子）、芹沢あさひ（田中有紀）、黛冬優子（幸村恵理）、和泉愛依（北原沙弥香）、浅倉透（和久井優）、樋口円香（土屋李央）、福丸小糸（田嶌紗蘭）、市川雛菜（岡咲美保）、七草にちか（紫月杏朱彩）、緋田美琴（山根綺）、斑鳩ルカ（川口莉奈）、鈴木羽那（三川華月）、郁田はるき（小澤麗那）
8. ↑  櫻木真乃（関根瞳）、風野灯織（近藤玲奈）、八宮めぐる（峯田茉優）、月岡恋鐘（礒部花凜）、田中摩美々（菅沼千紗）、白瀬咲耶（八巻アンナ）、三峰結華（希水しお）、幽谷霧子（結名美月）、小宮果穂（河野ひより）、園田智代子（白石晴香）、西城樹里（永井真里子）、杜野凛世（丸岡和佳奈）、有栖川夏葉（涼本あきほ）、大崎甘奈（黒木ほの香）、大崎甜花（前川涼子）、桑山千雪（芝崎典子）
9. 1 2  櫻木真乃（関根瞳）、風野灯織（近藤玲奈）、八宮めぐる（峯田茉優）、月岡恋鐘（礒部花凜）、田中摩美々（菅沼千紗）、白瀬咲耶（八巻アンナ）、三峰結華（希水しお）、幽谷霧子（結名美月）、小宮果穂（河野ひより）、園田智代子（白石晴香）、西城樹里（永井真里子）、杜野凛世（丸岡和佳奈）、有栖川夏葉（涼本あきほ）、大崎甘奈（黒木ほの香）、大崎甜花（前川涼子）、桑山千雪（芝崎典子）、芹沢あさひ（田中有紀）、黛冬優子（幸村恵理）、和泉愛依（北原沙弥香）
10. ↑  櫻木真乃（関根瞳）、風野灯織（近藤玲奈）、八宮めぐる（峯田茉優）、月岡恋鐘（礒部花凜）、田中摩美々（菅沼千紗）、白瀬咲耶（八巻アンナ）、三峰結華（希水しお）、幽谷霧子（結名美月）、小宮果穂（河野ひより）、園田智代子（白石晴香）、西城樹里（永井真里子）、杜野凛世（丸岡和佳奈）、有栖川夏葉（涼本あきほ）、大崎甘奈（黒木ほの香）、大崎甜花（前川涼子）、桑山千雪（芝崎典子）、芹沢あさひ（田中有紀）、黛冬優子（幸村恵理）、和泉愛依（北原沙弥香）、浅倉透（和久井優）、樋口円香（土屋李央）、福丸小糸（田嶌紗蘭）、市川雛菜（岡咲美保）
11. ↑  ゴールドシップ（上田瞳）、ナカヤマフェスタ（下地紫野）、デアリングタクト（羊宮妃那）、ラインクラフト（小島菜々恵）、デアリングハート（希水しお）、フサイチパンドラ（佳原萌枝）、オルフェーヴル（日笠陽子）、ドリームジャーニー（吉岡茉祐）、フェノーメノ（日比優理香）、ブラストワンピース（紫月杏朱彩）、アーモンドアイ（石原夏織）、ラッキーライラック（中島由貴）、グランアレグリア（夏目妃菜）、ラヴズオンリーユー（久保田未夢）、クロノジェネシス（真名瀬日和）、カレンブーケドール（小田杏樹）
12. ↑  ゴールドシップ（上田瞳）、ナカヤマフェスタ（下地紫野）、ミスターシービー（天海由梨奈）、デアリングタクト（羊宮妃那）、ラインクラフト（小島菜々恵）、デアリングハート（希水しお）、フサイチパンドラ（佳原萌枝）、オルフェーヴル（日笠陽子）、ドリームジャーニー（吉岡茉祐）、フェノーメノ（日比優理香）、ブラストワンピース（紫月杏朱彩）、アーモンドアイ（石原夏織）、ラッキーライラック（中島由貴）、グランアレグリア（夏目妃菜）、ラヴズオンリーユー（久保田未夢）、クロノジェネシス（真名瀬日和）、カレンブーケドール（小田杏樹）